# Konsencjusz Młodszy
Konsencjusz Młodszy, Consentius (ur. ok. 410, zm. po 480) – galorzymski urzędnik i poeta z V wieku.
Konsencjusz Młodszy był synem Konsencjusza Starszego, urodził się w Narbo około 410. Jego matka była potomkinią Flawiusza Jowina konsula z 367 lub Jowina, galijskiego uzurpatora w latach 411–413. Konsencjusz jest adresatem poematu Ad Consentium (Carmina XXIII) Sydoniusza Apollinarisa powstałego w latach 462-466 oraz jego listu napisanego po 469 (Epistula VIII, 4), które są głównym źródłem informacji o życiorysie i karierze Konsencjusza.
Rozpoczął karierę urzędniczą od urzędu trybuna i notariusza (tribunus et notarius) w zgromadzeniu doradczym (consistorium) cesarza Walentyniana III (425–455). Do jego zadań należało sporządzanie protokołów audiencji i posiedzeń zgromadzenia oraz aktów nominacji i reskryptów dla urzędników. Z uwagi na znajomość greki i łaciny cesarz wielokrotnie wysyłał go w latach 437-450 do Konstantynopola jako posła do swego teścia Teodozjusza II.
Z poematu Sydoniusza wynika, że Konsencjusz interesował się teatrem oraz wyścigami rydwanów.
Cesarz Awitus (455–456) wyznaczył go na stanowisko opiekuna pałacu (cura sacri palatii) na swym dworze. Jego zadaniem była administracja oraz piecza nad budynkami cesarskimi oraz ich konserwacją.
W 462/466 przebywał w swojej posiadłości ager Octavianus w pobliżu Narbo (od 462 znajdującym się w rękach Wizygotów) i zajmował się działalnością literacką. Odwiedził Massilię i Aquae Sextiae, skąd przesłał Sydoniuszowi kilka poematów. W swym poemacie wychwalającym m.in. Konsencjusza Sydoniusz przyrównuje go do greckiego poety Pindara i rzymskiego Horacego (Epistula IX, 15). Po 469 Konsencjusz poświęcał równolegle czas na twórczość i zarządzanie posiadłością. W liście datowanym na 478–480 Sydoniusz zachęcał go do zaangażowania się w sprawy Kościoła.
Konsencjuszowi przypisuje się autorstwo dwóch utworów traktujących o gramatyce: De nomine et verbo oraz De barbarismis et metaplasmis, choć nie jest to do końca pewne. Autorem mógł być jego ojciec Konsencjusz Starszy lub krewny ich obu.